# Новый Мензелябаш
Но́вый Мензеляба́ш — деревня в Сармановском районе Республики Татарстан. Входит в состав городского поселения посёлок городского типа Джалиль.

## География
Деревня расположена в верховье реки Мензеля, в 26 километрах к югу от села Сарманово.

## История
Основана в 1924 году выходцами из села Старый Мензелябаш. С момента образования находилась в Кармалинской волости Челнинского кантона Татарской АССР. С 10 августа 1930 года в Сармановском районе.

## Население
| 1926 | 1938 | 1949 | 1958 | 1970 | 1979 | 1989 |
| ---- | ---- | ---- | ---- | ---- | ---- | ---- |
| 389  | ↗469 | ↘409 | ↘313 | ↗374 | ↘267 | ↘72  |
| 2002 |      |      |      |      |      |      |
| ↗132 |      |      |      |      |      |      |

## Экономика
Полеводство.

## Социальная инфраструктура
Клуб.